# Brian Doyle-Murray
Brian Doyle-Murray (Chicago, 31 de outubro de 1945) é um ator, dublador, humorista e roteirista estadunidense. Ele é o irmão mais velho de Bill Murray, com quem contracenou em Caddyshack, Scrooged, Ghostbusters II, The Razor's Edge e Groundhog Day. Além disso, Doyle-Murray co-protagonizou Sullivan & Son e participou da série The Middle.
Após estudar no Saint Mary's College of California, começou a realizar peças de comédia e logo foi chamado para participar do Saturday Night Live, o qual lhe rendeu três indicações ao Emmy Award em 1978, 1979 e 1980.